# HD108101
HD108101 — хімічно пекулярна зоря спектрального класу A2, що має видиму зоряну величину в смузі V приблизно  9,1.
Вона  розташована на відстані близько 540,0 світлових років від Сонця.